# Telegatti 2004
La 21ª edizione del Gran Premio Internazionale dello Spettacolo si è tenuta a Milano, al Mazda Palace, il 5 aprile 2004. Conduttori della serata sono stati il presentatore Gerry Scotti, affiancato da Raffaella Carrà.
I premi sono assegnati alle trasmissioni andate in onda l'anno precedente alla cerimonia.

## Vincitori
I premi sono assegnati alle trasmissioni andate in onda l'anno precedente alla cerimonia.
Di seguito vengono elencate le varie categorie di premi,  e i vincitori (in grassetto). In corsivo i nominati.

### Miglior telefilm
Premia Sebastiano Somma
- Casa Vianello, Canale 5
- Il commissario Rex, trasmesso Rai 2
- E.R. - Medici in prima linea, trasmesso su Rai 2

### Miglior fiction TV
Premia Francis Ford Coppola e Sofia Coppola
- Elisa di Rivombrosa, Canale 5
- Incantesimo, Rai 1
- Distretto di Polizia 4, Canale 5

### Miglior trasmissione di varietà
Premia Tony Renis
- Torno sabato... e tre, Rai 1
- Buona Domenica, Canale 5
- Quelli che... il calcio, Rai 2

### Miglior trasmissione musicale
Premia Vasco Rossi
- Festivalbar 2003, Italia 1
- Notre Dame de Paris, Rai 1
- Top of the Pops, Rai 2

### Miglior fiction breve, film TV
Premia Maria Amelia Monti
- Benedetti dal Signore, Canale 5
- Il segreto di Thomas, Canale 5
- La meglio gioventù, Rai 1

### Miglior trasmissione per ragazzi
Premia Valeria Mazza
- Art Attack, Rai 2
- 46º Zecchino d'Oro, Rai 1
- Melevisione, Rai 3

### Personaggio maschile dell'anno
Premia Loretta Goggi
- Alessandro Preziosi
- Gerry Scotti
- Paolo Bonolis

### Premio Speciale Cult Tv Telegatto di Platino
Premia Raoul Bova
- Sidney Poitier

### Miglior reality show
Premia Joachim Cooder
- L'isola dei famosi, Rai 2
- Amici di Maria De Filippi, Canale 5
- C'è posta per te, Canale 5

### Premio TV utile
Premia Anna Maria Barbera
- Elisir, Rai 3
- Alle falde del Kilimangiaro, Rai 3
- Invisibili, Italia 1

### Premio Speciale Cult Tv Telegatto di Platino
Premia Maria Grazia Cucinotta
- Philippe Noiret

### Miglior trasmissione di giochi e quiz TV
Premiano Adrienne Frantz e Justin Torkildsen
- Affari tuoi, Rai 1
- Chi vuol essere milionario?, Canale 5
- Passaparola, Canale 5

### Miglior trasmissione di satira e comicità
Premiano Gerry Scotti e Raffaella Carrà
- Zelig Circus, Canale 5
- Striscia la notizia, Canale 5
- Le Iene, Italia 1

### Personaggio femminile dell'anno
Premia Eric Roberts
- Vittoria Puccini
- Maria De Filippi
- Simona Ventura

### Premio Speciale
Premia Giorgio Faletti
- Striscia la notizia, Canale 5

### Miglior trasmissione sportiva
Premia Gianluca Vialli
- Controcampo, Italia 1
- 90º minuto, condotto da Paola Ferrari Rai 1
- 90º minuto, condotto da Fabrizio Maffei Rai 1

### Premio Speciale Telegatto di Platino
Premia Natasha Stefanenko
- Harvey Keitel

### Miglior soap opera
Premia Valeria Marini
- CentoVetrine, Canale 5
- Beautiful, trasmesso su Canale 5
- Vivere, Canale 5

### Miglior talk show
Premiano Gerry Scotti e Raffaella Carrà
- Maurizio Costanzo Show, Canale 5
- Ballarò, Rai 3
- Lucignolo, Italia 1

### Premio della critica
Premia Pietro Sermonti
- Invisibili, Italia 1

### Trasmissione dell'anno
Premiano Stefania Rocca e Mike Bongiorno
- Elisa di Rivombrosa, Canale 5
- Affari tuoi, Rai 1
- L'isola dei famosi, Rai 2

## Statistiche emittente/vittorie
- Rai 1   2 premi
- Rai 2   2 premi
- Rai 3    1 premio

Totale Rai: 5 Telegatti
- Canale 5   7 premi
- Italia 1      2 premi
- Rete 4     nessun premio

Totale Mediaset: 9 Telegatti

## Un anno di TV in due minuti
Il video d'apertura di questa edizione con il meglio della televisione 2003/2004 è accompagnato dalla canzone In the Shadows dei The Rasmus.